# 周瑜 (正統進士)
周瑜（1419年—？），字廷璧，廣東廣州府南海縣人，軍籍。明朝政治人物。進士出身。

## 生平
廣東鄉試第三十七名。正統十年（1445年）乙丑科會試第七十四名，殿試登進士第三甲第七十九名。

## 家族
曾祖周賢。祖父周員德。父亲周裔。